# 7 Year Bitch
7 Year Bitch – amerykański zespół punk rockowy z Seattle w stanie Waszyngton, działający w latach 1990–1997. W ciągu kariery nagrał trzy albumy, z których dwa ostatnie powstały pod wpływem tragicznych wydarzeń związanych z jego bliskim otoczeniem. Działalność zespołu trwała 7 lat.

## Historia
Zespół został założony w 1990 roku w Seattle przez trzy dziewczyny: wokalistkę Selene Vigil, gitarzystkę Stefanie Sargent oraz perkusistkę Valerie Agnew. Początkowo działał pod nazwą Barbie's Dream Car. Po dołączeniu basistki Elizabeth Davis nazwę zamieniono na 7 Year Bitch – zaczerpniętą (i trochę zmienioną) z tytułu filmu z Marilyn Monroe The Seven Year Itch (1955, reż. Billy Wilder). 
Dziewczyny zadebiutowały na scenie otwierając koncerty zespołu The Gits, który wywarł istotny wpływ na ich muzykę. 
Pomiędzy 1991 a połową 1992 ukazały się dwa wydawnictwa: „Lorna” / „No Fucking War” / „You Smell Lonely” (1991) i Antidisestablishmentarianism (1992), które, pomimo że zostały wypuszczone przez różne wytwórnie, częściowo pokrywały się zawartością. 
W 1992 zespół związał się z wytwórnią C/Z Records i w czerwcu 1992 nagrał sześć nowych piosenek (które ukazały się później m.in. na limitowanym minialbumie Chow Down). W tym okresie przez przedawkowanie narkotyków zmarła Stefanie Sargent (27 czerwca).
1 października 1992 wydano pierwszy album zespołu Sick 'Em na zawartość którego złożyły się wszystkie dotychczasowe nagrania (z singla i EPek).
Po dłuższym czasie niepewności Vigil, Davis i Agnew postanowiły kontynuować działalność przyjmując w następnym roku do zespołu gitarzystkę Roisin Dunne.
W lipcu 1993 roku wydarzyła się kolejna tragedia. Ich długoletnia przyjaciółka – Mia Zapata – wokalistka zespołu The Gits, została brutalnie zamordowana. To wydarzenie i śmierć Sargent rok wcześniej odcisnęły duże piętno na dalszej twórczości zespołu. Następny album zatytułowany ¡Viva Zapata! wydany 28 czerwca 1994, stanowił hołd zmarłym artystkom. Valerie Agnew została współzałożycielką stowarzyszenia do walki z przemocą „Home Alive”. 8 kwietnia 1994, zespół wziął udział w „Rock Against Domestic Violence” w Cameo Theatre w Miami Beach, gdzie wystąpił u boku Babes in Toyland i Jack Off Jill.
W 1995 7 Year Bitch podpisały kontrakt z firmą Atlantic Records efektem czego wiosną następnego roku był trzeci album Gato Negro. Po zakończeniu trasy promującej płytę zespół opuściła Dunne. Jej następczynią została Lisa Faye Beatty – ich dotychczasowa inżynier dźwięku na koncertach i zarazem długoletnia przyjaciółka.
W nowym składzie (1997) dziewczyny rozpoczęły pracę nad nowym materiałem, który miał ukazać się na czwartej płycie. W tym okresie zespół przeniósł się z Seattle do Kalifornii: Elizabeth Davis i Valerie Agnew zamieszkały w San Francisco, natomiast Selene Vigil w Los Angeles. Duże odległości zamieszkania utrudniły im dalszą współpracę i wkrótce podjęły decyzję o zakończeniu działalności.
Po rozpadzie 7 Year Bitch, basistka Elisabeth Davis dołączyła w San Francisco do grupy Clone, a 2005 była jedną z współzałożycielek zespołu Von Iva. Wokalistka Selene Vigil w 2000 utworzyła zespół Cristine grający rock gotycki. 10 grudnia 2005 poślubiła Brada Wilka perkusistę zespołów: Rage Against the Machine i Audioslave (od 1995 roku byli parą). Roisin Dunne w 2006 dołączyła do zespołu The Last Goodbye. Obecnie mieszka w Nowym Jorku.
W 1995 roku zespół wystąpił w filmie dokumentalnym Hype! (1996, reż. Doug Pray).
Dwie piosenki 7 Year Bitch: „The Scratch” i „Icy Blue” zostały użyte w filmie Mad Love (1995 reż. Antonia Bird).

## Muzycy
- Selene Vigil – śpiew (1990-1997)
- Stefanie Sargent – gitara (1990-1992)
- Elizabeth Davis – gitara basowa (1990-1997)
- Valerie Agnew – perkusja (1990-1997)
- Roisin Dunne – gitara (1993-1996)
- Lisa Faye Beatty – gitara (1997)

## Dyskografia

### Albumy
- Sick 'Em (1992)
- ¡Viva Zapata! (1994)
- Gato Negro (1996)

### EP
- Antidisestablishmentarianism (1992) – utwory: „8 Ball”, „No Fuckin' War”, „Dead Men Don't Rape” i „You Smell Lonely”
- Chow Down (1992) – utwory: „Chow Down”, „Tired of Nothing”, „Knot”, „In Lust You Trust”, „Sink” i „Gun”

### Single
- „Lorna” / „No Fucking War” / „You Smell Lonely” (1991)
- „Rock-A-Bye Baby” / „Wide Open Trap” (1994)
- „Miss Understood” / „Go!” (1996)

## Teledyski
- „In Lust You Trust” (1992)
- „Hip Like Junk” (1994)
- „24,900 Miles Per Hour” (1996)

## Filmy
- Hype! (1996 reż. Doug Pray)